# Yang Jianli
Pour les articles homonymes, voir Yáng (杨 ou 楊).
Dans ce nom, le nom de famille, Yang, précède le nom personnel.
Yang Jianli (chinois simplifié : 杨建利 ; chinois traditionnel : 楊建利 ; pinyin : Yáng Jiànlì), né dans le Shandong (Chine), en 1963 est un dissident chinois resident aux États-Unis.

## Biographie
En 1989, il participe aux manifestations de la place Tian'anmen. Yang Jianli est l'un des 303 intellectuels chinois signataires de la Charte 08.
Concernant la remise du prix Nobel de la paix, le 10 décembre 2010, au Chinois Liu Xiaobo, Yang Jianli indique qu'une chaise vide représentera le lauréat actuellement emprisonné. Yang déclare : « Une chaise vide pour le lauréat rappellera au monde que Liu Xiaobo croupit en prison et que la situation des droits de l'homme en Chine mérite l'attention de la communauté internationale ».
En 2019, Yang Jianli, fait signer une pétition demandant au président Xi Jinping de révéler ce qui est arrivé à l'Homme de Tian'anmen.